# Bestovje
 Bestovje  falu Horvátországban Zágráb megyében. Közigazgatásilag Sveta Nedeljához tartozik.

## Fekvése
Zágráb központjától 13 km-re nyugatra, községközpontjától 3  km-re északkeletre az A2-es és az A3-as autópálya között a Száva jobb partján fekszik. 

## Története
Lakosságát 1910-ben számlálták meg először önállóan, akkor 130 lakosa volt. 
Trianon előtt Zágráb vármegye Szamobori járásához tartozott. Kedvező fekvésének és a főváros közelségének köszönhetően fejlődése különösen az 1960-as évek óta lendületes. 2011-ben a falunak már 2396 lakosa volt, mellyel bőven megelőzi a városi rangú községközpontot is.

## Lakosság
| Lakosság változása | Lakosság változása | Lakosság változása | Lakosság változása | Lakosság változása | Lakosság változása | Lakosság változása | Lakosság változása | Lakosság változása | Lakosság változása | Lakosság változása | Lakosság változása | Lakosság változása | Lakosság változása | Lakosság változása | Lakosság változása |
| ------------------ | ------------------ | ------------------ | ------------------ | ------------------ | ------------------ | ------------------ | ------------------ | ------------------ | ------------------ | ------------------ | ------------------ | ------------------ | ------------------ | ------------------ | ------------------ |
| 1857               | 1869               | 1880               | 1890               | 1900               | 1910               | 1921               | 1931               | 1948               | 1953               | 1961               | 1971               | 1981               | 1991               | 2001               | 2011               |
| 0                  | 0                  | 0                  | 0                  | 0                  | 130                | 133                | 182                | 267                | 306                | 447                | 985                | 1695               | 1900               | 2261               | 2396               |

## Nevezetességei
Boldog Alojzije Stepinac tiszteletére szentelt plébániatemploma 2001-ben épült.

## Külső hivatkozások
- Sveta Nedelja weboldala
- Sveta Nedelja turisztikai egyesületének honlapja
- A plébánia blogja Archiválva 2012. április 11-i dátummal a Wayback Machine-ben